# San Giovanni Maria Vianney (titolo cardinalizio)
San Giovanni Maria Vianney (latino: Titulus Sancti Ioannis Mariæ Vianney) è un titolo cardinalizio istituito da papa Benedetto XVI il 18 febbraio 2012. Il titolo insiste sulla chiesa di San Giovanni Maria Vianney, sita nel quartiere Borghesiana, nel settore Est della città di Roma, e sede parrocchiale.
Dal 18 febbraio 2012 il titolare è il cardinale Rainer Maria Woelki, arcivescovo metropolita di Colonia.

## Titolari
- Rainer Maria Woelki, dal 18 febbraio 2012